# Redfir Lake-Kapitagas Channel Ecological Reserve
Die Redfir Lake-Kapitagas Channel Ecological Reserve ist ein Naturschutzgebiet im Südwesten von Labrador in der kanadischen Provinz Neufundland und Labrador. Es wurde 1995 als provisorisches Reservat eingerichtet. 1999 erhielt das Schutzgebiet seinen heutigen Status.

## Lage
Das Schutzgebiet befindet sich südlich des Ashuanipi Lake am Flusslauf des Rivière aux Esquimaux. Es besteht aus zwei Teilen: Ein 3 km² großes Gebiet am Redfir Lake (⊙) sowie ein 79 km² großes Gebiet entlang dem Kapitagas Channel (⊙). Der Redfir Lake stellt eine kleine Flussverbreiterung des Rivière aux Esquimaux dar, während der Kapitagas Channel die über 10 km lange schmale Mündungsbucht desselben Flusses in den Ashuanipi Lake darstellt. Es gibt keine Straßenverbindung zum Schutzgebiet.

## Flora
Die Redfir Lake-Kapitagas Channel Ecological Reserve schützt den einzigen Baumbestand der Banks-Kiefer in der Provinz. Das südlich gelegene Redfir-Lake-Gebiet wird von der Baumart nach einem Brand neu kolonisiert. Im nördlich gelegenen Kapitagas-Channel-Gebiet befindet sich ein älterer Baumbestand der Banks-Kiefer. Das Schutzgebiet befindet sich in der Ökoregion Labrador’s Mid Subarctic Forest. Die häufigste Baumart ist die Schwarz-Fichte. Flechten der Gattung Cladonia sind in dem Gebiet weit verbreitet.